# Look at Me (píseň, John Lennon)
„Look at Me“ je píseň britského hudebníka Johna Lennona z jeho prvního debutového sólového alba po rozpadu The Beatles John Lennon/Plastic Ono Band z roku 1970.

## Vznik
Lennon začal psát Look At Me v Indii v roce 1968, během tvorby dvojalba The Beatles, také známé pod názvem Bílé album. Poté skladbu odložil, a v roce 1970 ji dokončil, nahrál a vydal na sólovém albu. Další verze písně byla posléze vydána na John Lennon Anthology a na kompilačním albu Acoustic.
Vzorec písně je v celé nahrávce poměrně výrazný. Byl postaven na prstové technice, kterou Lennon použil u písní jako Dear Prudence, Happiness Is A Warm Gun a Julia, které se objevily na Bílém albu. Lennon se naučil tuto techniku (známou jako travis-picking) od skotského hudebníka Donovana, který spolu s Beatles pobýval v Indii.

## Nahrávání
Píseň se nahrávala v EMI Studios (Abbey Road Studios) dne 7. října 1970, verze z alba obsahuje Lennonovy dvoustopé vokály.

## Nástroje
- John Lennon – zpěv, akustická kytara[3]

## Zajímavosti
- Verze písně Look At Me z John Lennon Anthology se objevila ve filmu The Royal Tenenbaums a zároveň se jedná o soundtrack filmu.
- Kanadská punk-rocková skupina Sum 41 vydala píseň s názvem Look At Me na svém LP Underclass Hero. Počáteční verš začínal slovy "Look at me; who am I supposed to be?" (= „Podívej se na mě; kdo bych měl být?“), stejně jako Lennonův originál. Samotný název alba je odkazem na další Lennonovu skladbu z alba John Lennon/Plastic Ono Band, a to Working Class Hero.
- Joseph Arthur nahrál cover písně a vydal jej na CD Lennon Covered #2 vydané časopisem Q.
- Orenda Fink nahrála píseň Look at me jako bonusovou nahrávku na singlu Ace Of Cups z roku 2014.